# Віла-Нова-да-Баронія
Віла-Нова-да-Баронія (порт. Vila Nova da Baronia; МФА: [ˈvi.ɫɐ ˈno.vɐ dɐ bɐ.ɾu.ˈni.ɐ]) — парафія в Португалії, у муніципалітеті Алвіту. Розташована в південній частині країни, на теренах історичної португальської провінції Алентежу. Входить до складу округу Бежа. За адміністративним поділом, чинним до 1976 року, терени парафії були складовою провінції Нижнє Алентежу. Належить до Безької діоцезії Католицької церкви. Патрон — Діва Марія. Площа — 128,3298 км². Населення — 1245 ос. (2011). Слабо урбанізований регіон. Густота населення — 9,7 осіб/км²
. Код — 020302.

## Населення
| Кількість мешканців | Кількість мешканців | Кількість мешканців | Кількість мешканців | Кількість мешканців | Кількість мешканців | Кількість мешканців | Кількість мешканців | Кількість мешканців | Кількість мешканців | Кількість мешканців | Кількість мешканців | Кількість мешканців | Кількість мешканців | Кількість мешканців |
| ------------------- | ------------------- | ------------------- | ------------------- | ------------------- | ------------------- | ------------------- | ------------------- | ------------------- | ------------------- | ------------------- | ------------------- | ------------------- | ------------------- | ------------------- |
| 1864                | 1878                | 1890                | 1900                | 1911                | 1920                | 1930                | 1940                | 1950                | 1960                | 1970                | 1981                | 1991                | 2001                | 2011                |
| 928                 | 921                 | 1 049               | 1 081               | 1 758               | 1 607               | 1 970               | 2 765               | 2 410               | 2 098               | 1 551               | 1 437               | 1 272               | 1 328               | 1 245               |